# Borgarfjördur
Borgarfjörður é um fiorde na costa ocidental da Islândia perto da localidade de Borgarnes. 

## Características
As suas águas parecem tranquilas, mas na realidade o Borgarfjörður pertence a um mar perigoso para a navegação devido às correntes submarinas e aos baixos fundos.
Dentro do Borgarfjörður há várias ilhas, a maioria desabitadas. Além disso, perto de Borgarnes, o hringvegur passa por uma ponte de 500 metros dentro do fiorde.
Perto do fiorte há vestígios das primieras fases de colonização da Islândia, o que é narrado na Saga de Egil Skallagrímson.
De facto, o nome do fiorde (em nórdico antigo: Borgarfjǫrdr) parece vir da quinta de Borg, cujo fundador segundo as sagas é Skalla-Grímr Kveldulfsson, pai de Egill.
Borgarfjörður tem um aeroporto (código IATA: BGJ).